# 张岩 (医生)
张岩（1901年—1976年），河北安国人，中华人民共和国政治人物。
担任河北医学院教授、副院长。1954年，当选第一届全国人民代表大会代表。